# Giuseppe Gentile
Pour les articles homonymes, voir Gentile.
Giuseppe Gentile, né le 4 septembre 1943 à Rome, est un athlète italien, spécialiste du triple saut, ancien détenteur du record du monde.

## Biographie
Aux Jeux olympiques d'été de 1968, il améliore à deux reprises le record du monde avec 17,10 m en qualifications, puis 17,22 m en finale, mais ne termine que troisième derrière Viktor Saneïev et Nelson Prudencio.
Le cinéaste Pier Paolo Pasolini le remarque aux Jeux olympiques et lui confie le rôle de Jason dans son film Médée, aux côtés de Maria Callas.

## Palmarès

### Jeux olympiques
- Jeux olympiques d'été de 1968 à Mexico ( Mexique)
  -  Médaille de bronze au triple saut
- Jeux olympiques d'été de 1972 à Munich ( Allemagne de l'Ouest)
  - éliminé en qualifications au triple saut

### Championnats d'Europe d'athlétisme
- Championnats d'Europe d'athlétisme de 1969 à Athènes ( Royaume de Grèce)
  - 7e au triple saut

### Championnats d'Europe d'athlétisme en salle
- Jeux européens d'athlétisme en salle de 1966 à Dortmund ( Allemagne de l'Ouest)
  - 4e au triple saut
- Jeux européens d'athlétisme en salle de 1968 à Madrid ( Espagne)
  - 5e au triple saut
- Jeux européens d'athlétisme en salle de 1970 à Vienne ( Autriche)
  - 7e au triple saut